# Förderprogramm Filmerbe
Das Förderprogramm Filmerbe (FFE), das zu gleichen Teilen von Bund, den Ländern und der Filmförderungsanstalt (FFA) getragen wird, ist ein zentrales Instrument zur Digitalisierung des deutschen Filmerbes. Angesichts der akuten Bedrohung des analogen Filmmaterials durch Alterungsprozesse und seines Verschwindens aus dem Verleihangebot der Kinos durch den technologischen Wandel ermöglicht es die vorrangige Digitalisierung analoger Titel nach drei Kriterien, den sogenannten Säulen: bestehendes Auswertungsinteresse von Rechteinhabern, akute konservatorische Gefährdung des Materials oder kuratorische Perspektive (z. B. im Zusammenhang mit Retrospektiven, Publikationen, Festivals, Jubiläen etc.).
Das Förderprogramm Filmerbe zielt explizit nicht auf die systematische Digitalisierung und langfristige Sicherung des Filmerbes, sondern auf ausgewählte Filmtitel, deren Digitalisierung aufgrund verschiedener Kriterien als besonders dringlich oder wichtig begründen werden kann. Die Entscheidung über Anträge in den Säulen konservatorische Notwendigkeit und kuratorisches Interesse treffen unabhängige Jurys. Die Entscheidung über die eingereichten Titel mit Auswertungsinteresse erfolgt nach den Kriterien der Referenzförderung der FFA, ergänzt um die Filme der „Liste der filmhistorisch wertvollen und förderungswürdigen Filme des Deutschen Kinematheksverbunds“.

## Relevanz des Förderprogramms Filmerbe
Analoge Filmmaterialien sind grundsätzlich von Materialzersetzung und -abbau bedroht. Dies betrifft sowohl Cellulosenitrat, Cellulosediacetat und -triacetat als auch die heute veralteten Videoformate. Die Archivierung des Materials unter adäquaten klimatischen Bedingungen (stabile Temperatur und Luftfeuchtigkeit) kann die Zersetzungsprozesse lediglich verlangsamen. Auch wenn das Filmmaterial heute unter optimalen klimatischen Bedingungen gelagert wird, hat sich die Geschichte der Lagerung in das Material „eingeschrieben“. Schäden, die durch die oft ungünstigen Lagerungsbedingungen vor der Übernahme ins Archiv entstanden sind, können nicht rückgängig gemacht werden. Der Deutsche Kinematheksverbund hat einen Kriterienkatalog erarbeitet, der Materialzustände und Schadensbilder identifiziert, die den Erhalt des Filmwerks gefährden und eine besonders schnelle Digitalisierung aus konservatorischen Gründen notwendig machen.
Mit dem Aufkommen der digitalen Filmproduktion und -distribution ist die Vertriebsstruktur für analog (z. B. auf 35mm- oder 16mm-Filmmaterial) hergestellte Werken fast vollständig verschwunden. Immer weniger Kinos verfügen über analoge Vorführ- bzw. Projektionsmöglichkeiten. Damit, und mit der Verbreitung von Streaming-Plattformen, droht ein erheblicher Teil des deutschen Filmerbes ohne Digitalisierung unsichtbar zu werden. Hinzu kommt, dass viele Filme auch in analoger Form nur noch in abgespielten, zum Teil unvollständigen Kopien überliefert sind und damit der Zugang zu ihnen nicht mehr gewährleistet ist.
Ausgehend von Expertenanhörungen im Ausschuss für Kultur und Medien des Deutschen Bundestages und als Reaktion auf Forderungen der Filmerbe-Institutionen sowie der Initiative „Filmerbe retten“ hatte die FFA PricewaterhouseCoopers (PwC) mit einer Studie beauftragt, die 2015 veröffentlicht wurde. Mit der Studie „Kostenabschätzung zur digitalen Sicherung des Filmerbes“ wurde erstmals der finanzielle Rahmen für dieses Vorhaben ermittelt. Sie stellte den finanziellen Aufwand für die Konservierung, Restaurierung und Digitalisierung des Filmerbes in Deutschland dar, verzichtete aber auf eine Kostenschätzung für die Konservierung der analogen Materialien sowie für eine nahezu vollständige Digitalisierung der Überlieferung. Die Studie hatte den Aufwand für die Digitalisierung und digitale Archivierung aufgezeigt und damit einen Ansatzpunkt für die Diskussion der Grundlagen für die Finanzierung und strategische Planung von Förderprogrammen geschaffen.

## Kostenabschätzung zur digitalen Sicherung des Filmischen Erbes (2015)
Die »Kostenabschätzung zur digitalen Sicherung des Filmischen Erbes« wurde 2015 von der Wirtschaftsprüfungsgesellschaft PwC im Auftrag der Filmförderungsanstalt (FFA) veröffentlicht. Ziel der Studie war es, die Kosten für die langfristige Sicherung des deutschen Filmerbes durch Digitalisierung zu ermitteln, wobei der Aspekt der dauerhaften Archivierung des analogen Ausgangsmaterials ausgeklammert wurde.

### Hintergrund
Im Jahr 2015 befand sich ein Großteil des deutschen Filmerbes auf analogem Trägermaterial, das von Zerfallsprozessen wie dem Essigsäure-Syndrom bedroht war. Angesichts dieser Bedrohung wurde die Digitalisierung als dringende Maßnahme zur Langzeitsicherung identifiziert. Ein einheitlicher Standard für die digitale Archivierung existierte zu diesem Zeitpunkt nicht.

### Umfang des Filmerbes
Die PwC-Studie basiert auf Daten des Bundesarchivs und anderer Mitglieder des Kinematheksverbundes, die den dort überlieferten Bestand des deutschen Filmerbes zum damaligen Zeitpunkt auf ca. 170.000 Titel bzw. 4,3 Millionen Minuten Filmmaterial schätzten. Allerdings war der Katalog zu diesem Zeitpunkt noch nicht vollständig und viele Bestände außerhalb dieser Filmerbe-Institutionen waren nur schwer zugänglich und in ihrem Umfang kaum erfasst.

### Prozess der Digitalisierung und digitalen Archivierung
Der Prozess der Digitalisierung und Archivierung wurde in der PwC-Kostenabschätzung in mehrere Schritte unterteilt:
1. Vorbereitung: Auswahl des zu digitalisierenden Materials.
2. Manuelle Restaurierung: Physische Reparaturen am Material.
3. Digitalisierung: Technischer Prozess der Filmscans in 4K-Auflösung
4. Digitale Restaurierung: Nachbearbeitung digitaler Dateien zur Nutzung.
5. Archivierung: Speicherung des Materials auf Langzeitarchivierungsmedien.
6. Distribution: Zugriff und Verfügbarmachung des Materials für unterschiedliche Zwecke (kulturell, wissenschaftlich, kommerziell).

### Kostenschätzung
Die Studie unterteilte die Kosten in verschiedene Kategorien und berechnete die Gesamtkosten auf ca. 474 Millionen Euro. Die Kategorien umfassten:
- Vorbereitung: 129,6 Millionen Euro
- Manuelle Restaurierung: 32,4 Millionen Euro
- Digitalisierung: 171,6 Millionen Euro
- Archivierung: 40,2 Millionen Euro
- Langzeitarchivierung: 100,1 Millionen Euro

Eine der größten Herausforderungen aus Sicht von PwC waren die Kosten für die Speicherkapazität. Für die Langzeitarchivierung wurden laut Studie ca. 100 Petabyte Speicherplatz benötigt. Bei geschätzten Kosten von etwa 400 Euro pro Terabyte wurden diese Kosten als entscheidend für die Gesamtinvestition angesehen.

### Priorisierung und Handlungsempfehlungen
PwC empfahl, den Digitalisierungsprozess nach dem „Arche-Prinzip“ zu priorisieren. Dieses Konzept zielt auf eine selektive Sicherung des Filmerbes in allen Kategorien ab, wobei die Filme nach ihrer kulturellen, historischen und kommerziellen Bedeutung priorisiert werden sollen.
Die angestrebte erste Phase der Digitalisierung sollte sich über einen Zeitraum von zehn Jahren erstrecken, um eine schrittweise Umsetzung und Evaluierung zu gewährleisten. Im Rahmen dieser Planung wurde die Digitalisierung von 30.000 Titeln als realisierbar eingeschätzt. Insgesamt ging PwC davon aus, dass zunächst ein Drittel des gesamten Filmbestandes als prioritär eingestuft wurde, das realistischerweise in der ersten Phase nicht abgedeckt werden konnte.
Die PwC-Studie war die erste umfassende Kostenschätzung für die Digitalisierung des deutschen Filmerbes. Auf dieser Grundlage wurde das Förderprogramm »Filmerbe« ins Leben gerufen. Es übernahm das sogenannte Drei-Säulen-Modell und damit die gleichberechtigte Digitalisierung nach Verwertungsinteresse, konservatorischer Notwendigkeit und kuratorischer Perspektive. Die Fördermittel des Programms werden über die FFA vergeben, in den beiden letztgenannten Säulen auf der Grundlage von Entscheidungen unabhängiger Jurys. Ziel des FFE ist es, für einen ersten wichtigen Teil des filmkulturellen Erbes in Deutschland digitale Produkte zu schaffen, die es sowohl wieder zugänglich machen als auch die Grundlage für eine langfristige digitale Sicherung bilden.